# Ophidiocephalus taeniatus
Genre
Espèce
Statut de conservation UICN

 VU A1ac, B1+2c : Vulnérable
Ophidiocephalus taeniatus, unique représentant du genre Ophidiocephalus, est une espèce de geckos de la famille des Pygopodidae.

## Répartition
Cette espèce est endémique du Territoire du Nord en Australie. Sa présence est incertaine en Australie-Méridionale.

## Publication originale
- Lucas & Frost, 1897 : Description of two new species of lizards from central Australia. Proceedings of the Royal Society of Victoria, vol. 9, p. 54-56 (texte intégral).